# Ingo F. Walther
Ingo F. Walther (* 25. November 1940 in Berlin; † 21. April 2007 in Fürstenfeldbruck) war ein deutscher Kunsthistoriker.
Walther studierte in Frankfurt am Main und München Literatur, Mittelalterwissenschaften und Kunstgeschichte. Er schrieb zahlreiche Werke zur Kunst des Mittelalters sowie des 19. und 20. Jahrhunderts. Bei Taschen publizierte er Bücher, teilweise mit Rainer Metzger, zu Vincent van Gogh, Pablo Picasso, Kunst des 20. Jahrhunderts und Codices illustres.